# Djamboe semarang
De djamboe semarang (Syzygium samarangense, Indonesisch: jambu semarang) of Java-appel is een plant uit de mirtefamilie (Myrtaceae).
Het is een tot 15 m hoge, groenblijvende boom met een open, brede kroon en een afbladderende schors. De bladeren zijn tegenovergeplaatst, kortgesteeld, langwerpig-ovaal, geelachtig tot blauwachtig groen en 10-25 × 5-12 cm groot. De bloemen groeien in overhangende trossen van drie tot dertig stuks aan de uiteinden van de takken of in kleinere groepen in de bladoksels van afgevallen bladeren. De bloemen zijn 2-4 cm breed, geurend en geligwit van kleur. Ze bestaan uit vier kroonbladeren en vele tot 2,5 cm lange meeldraden.
De vruchten zijn rijp wasachtig en crèmekleurig, groenig-wit of lichtrood van kleur. Ze zijn 3-4,5 × 4,5-5,5 cm groot, peervormig, versmald aan de basis, breder wordend naar de onderkant en aan de onderkant ingedeukt en bedekt met vier vlezige, kelkslippen. De schil is dun en het vruchtvlees is wit, sponsachtig, sappig en smaakt mild zoetzuur. De vruchten zijn zaadloos of bevatten één of twee, afgeronde, 0,5-0,8 cm brede zaden.
De vruchten worden als handfruit gegeten of worden verwerkt in compotes. Het rode kernhout van de bomen wordt gebruikt in de huizenbouw.
De djamboe semarang komt van nature voor in Maleisië, Indonesië, op de Filipijnen en op eilanden in de Indische Oceaan (onder andere op de Andamanen en Nicobaren), in gebieden met langere droge tijden. De plant wordt tevens gekweekt in Thailand, Cambodja, Laos, Vietnam, India, Zanzibar en Pemba. In het Caribisch gebied is de djamboe semarang eveneens te vinden, onder meer op Aruba, Bonaire en Curaçao. Op Curaçao heet de boom 'kashu (di) Sürnam' (Surinaamse kashu). In Suriname wordt de plant 'Curaçaose appel' genoemd.

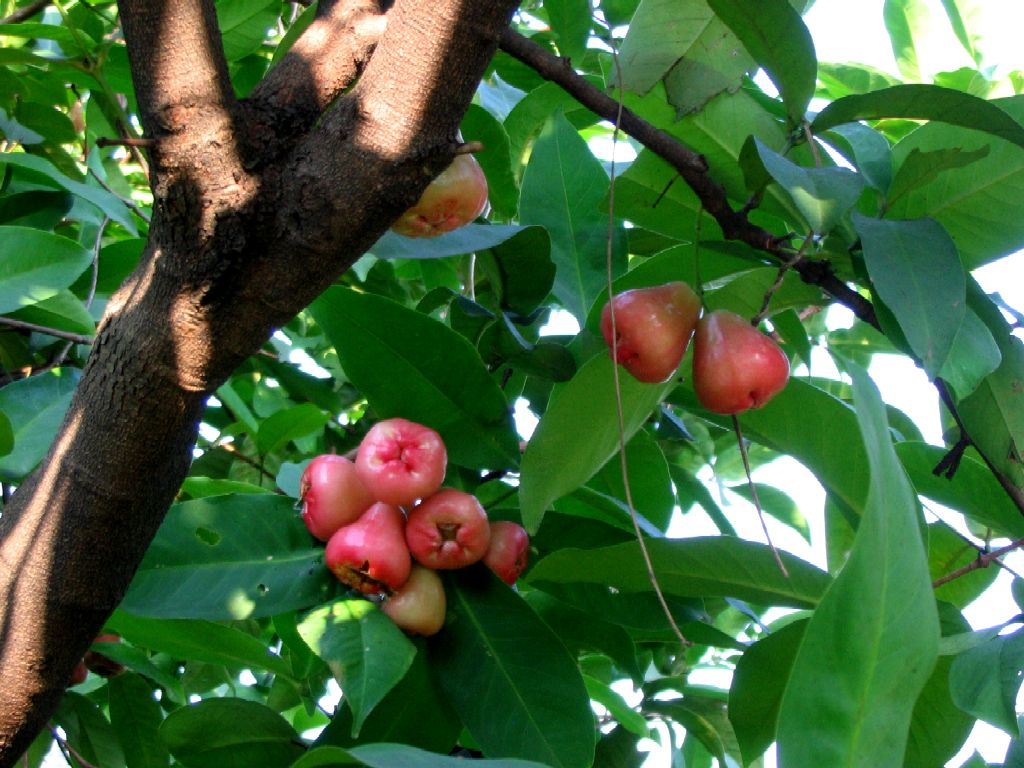
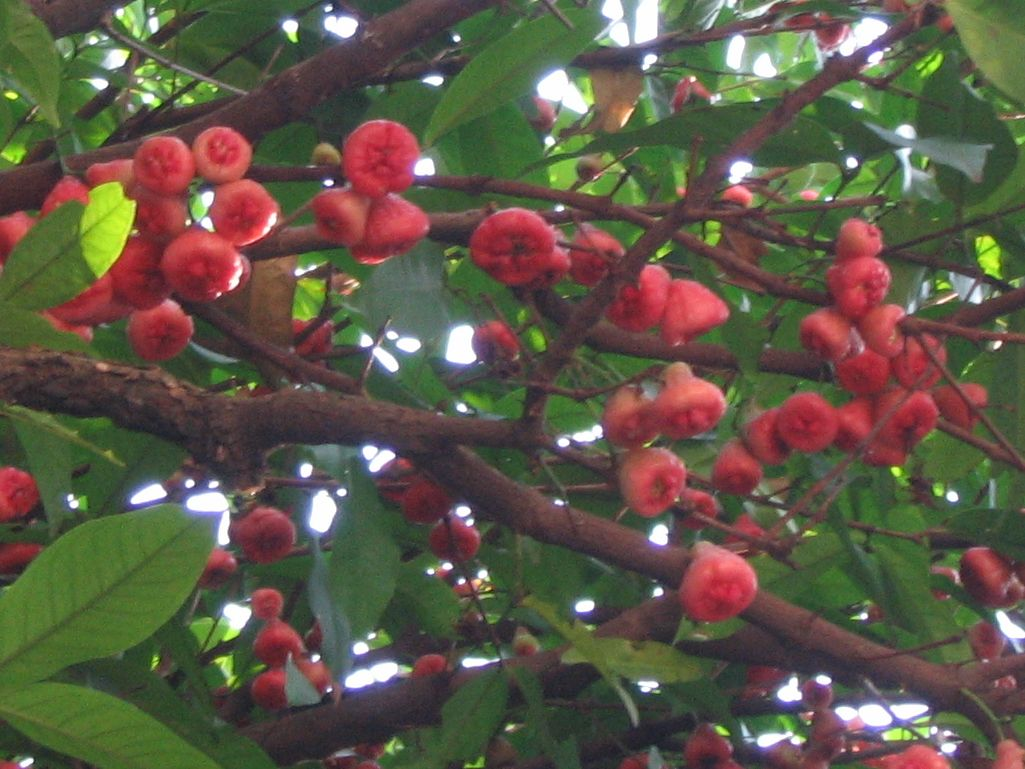

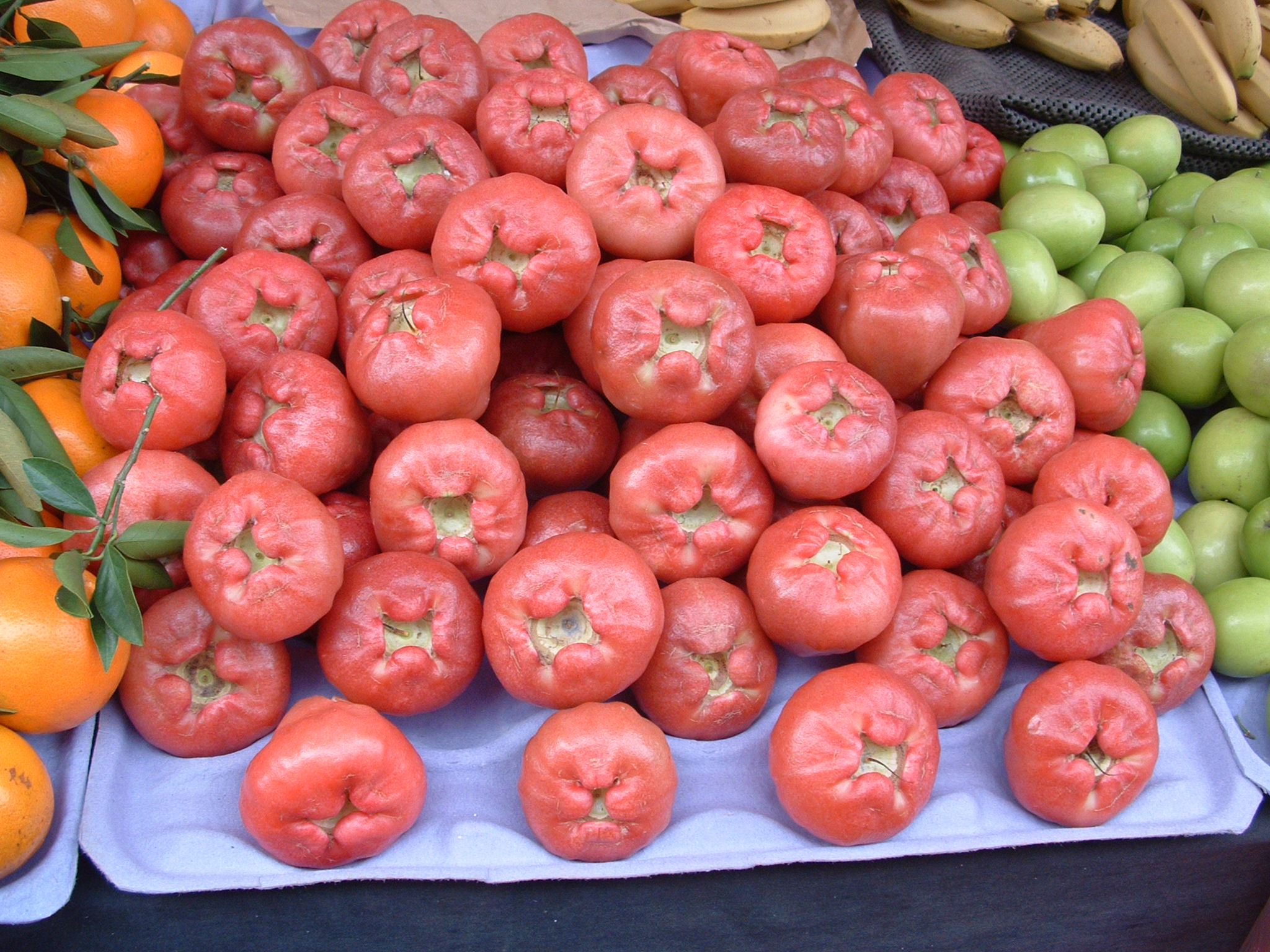
Djamboe semarang op de markt, links mandarijn en rechts jujube